# Coryphaenoides thelestomus
Coryphaenoides thelestomus är en fiskart som beskrevs av Maul, 1951. Coryphaenoides thelestomus ingår i släktet Coryphaenoides och familjen skolästfiskar. Inga underarter finns listade i Catalogue of Life.